# BMX-Rennsport-Weltmeisterschaften 1999
Die BMX-Rennsport-Weltmeisterschaften 1999 fanden vom 23. bis 25. Juli im französischen Ort Vallet in der Nähe von Nantes statt. Es gab Wettkämpfe für die Kategorien Elite und Junioren im BMX-Rennen (Männer und Frauen) sowie im Cruiser (nur Männer). Parallel zu den Weltmeisterschaften liefen Wettkämpfe für die Leistungsklasse Challenge. Alle Wettkämpfe zusammen hatten über 1.700 Teilnehmer aus 32 Ländern. Schauplatz war die BMX-Bahn des BMX Club de Vallet, die noch immer besteht (Stand 2024).

## Ergebnisse
Unten angegeben ist jeweils die Rangfolge im Finale. Die genauen Zeiten sind nicht überliefert.

### Frauen Elite
Die Weltmeisterin des Vorjahrs, Rachael Marshall, hatte ihre Karriere beendet, und ihre Landsfrau Natarsha Willams, die die Weltrangliste anführte, schied im Viertelfinale nach einem Fahrfehler aus. Der Titel ging etwas überraschend an Audrey Pichol, die ihre Konkurrentin Dagmara Poláková in der zweiten Kurve überholen konnte.
| Platz | Name                |
| ----- | ------------------- |
| 1     | Audrey Pichol       |
| 2     | Dagmara Poláková    |
| 3     | Tatjana Schocher    |
| 4     | Mélanie Boudoux     |
| 5     | Rianne Busschers    |
| 6     | Anne Rougie         |
| 7     | Alexandra Cornelius |
| 8     | Ellen Bollansee     |

### Männer Elite
Als Favoriten im BMX-Rennen galten Thomas Allier, Christophe Lévêque und Robert de Wilde. Während Allier durch einen Sturz ausschied, führte Lévêque das Rennen an, wurde aber in der letzten Kurve durch de Wilde überholt.
| Platz | Name               |
| ----- | ------------------ |
| 1     | Robert de Wilde    |
| 2     | Christophe Lévêque |
| 3     | Mario Andrés Soto  |
| 4     | Frédéric King      |
| 5     | Pieter Does        |
| 6     | Florent Boutte     |
| 7     | John Purse         |
| 8     | Thomas Allier      |

| Platz | Name               |
| ----- | ------------------ |
| 1     | Christophe Lévêque |
| 2     | Thomas Allier      |
| 3     | Jason Richardson   |
| 4     | Mario Andrés Soto  |
| 5     | Carmine Falco      |
| 6     | Denis Labigang     |
| 7     | Steve Veltman      |
| 8     | Jocelyn Ruiz       |

### Juniorinnen
| Platz | Name                |
| ----- | ------------------- |
| 1     | María Gabriela Díaz |
| 2     | Simone Dür          |
| 3     | Rachel Galindo      |
| 4     | Élodie Ajinça       |
| 5     | Aurélia Don         |
| 6     | Lucia Oetjen        |
| 7     | Émilie Azoux        |
| 8     | Heather Bruns       |

### Junioren
| Platz | Name                   |
| ----- | ---------------------- |
| 1     | Dan Shanahan           |
| 2     | Steve Larralde         |
| 3     | Kelvin Batey           |
| 4     | Rob van den Wildenberg |
| 5     | Milan Krebs            |
| 6     | Stéphane Renaud        |
| 7     | Jamie Gray             |
| 8     | Chad Hernaez           |

| Platz | Name             |
| ----- | ---------------- |
| 1     | Chad Hernaez     |
| 2     | Michal Prokop    |
| 3     | Medhi Remili     |
| 4     | Kelvin Batey     |
| 5     | Jason Ream       |
| 6     | Steve Larralde   |
| 7     | Philip Wildhaber |
| 8     | Dan Shanahan     |

## Medaillenspiegel
| Platz  | Land               | Gold | Silber | Bronze | Gesamt |
| ------ | ------------------ | ---- | ------ | ------ | ------ |
| 1      | Frankreich         | 2    | 2      | 2      | 6      |
| 2      | Vereinigte Staaten | 2    | 1      | 1      | 4      |
| 3      | Argentinien        | 1    | 0      | 0      | 1      |
| 3      | Niederlande        | 1    | 0      | 0      | 1      |
| 5      | Österreich         | 0    | 1      | 0      | 1      |
| 5      | Slowakei           | 0    | 1      | 0      | 1      |
| 5      | Tschechien         | 0    | 1      | 0      | 1      |
| 8      | Großbritannien     | 0    | 0      | 1      | 1      |
| 8      | Kolumbien          | 0    | 0      | 1      | 1      |
| 8      | Schweiz            | 0    | 0      | 1      | 1      |
| Gesamt | Gesamt             | 6    | 6      | 6      | 18     |